# Senostoma flavohirtum
Senostoma flavohirtum är en tvåvingeart som först beskrevs av Malloch 1930.  Senostoma flavohirtum ingår i släktet Senostoma och familjen parasitflugor. Inga underarter finns listade i Catalogue of Life.